# Luhut Binsar Pandjaitan
Luhut Binsar Pandjaitan, né le 28 septembre 1947 à Silaen (Sumatra du Nord), est un homme d'affaires et homme politique indonésien.
Général de l'armée, il devient à sa retraite ambassadeur à Singapour, puis ministre du Commerce et de l'Industrie du président Abdurrahman Wahid. Son mandat terminé, il fonde en 2004 le groupe Toba Sejahtra, actif dans l'extraction des ressources naturelles (pétrole, gaz et charbon), la production d’électricité et l’agriculture.
De retour en politique après l'élection du président Joko Widodo, il occupe les postes de secrétaire de la Présidence (en), puis de ministre coordinateur des Affaires politiques, juridiques et sécuritaires et enfin de ministre coordinateur des Affaires maritimes et de l'Investissement, au sein du cabinet de Travail. Il conserve ce dernier ministère de coordination dans le cabinet Indonésie En avant, après la réélection de Joko Widodo.

## Famille et formation
Luhut Binsar Pandjaitan naît le 28 septembre 1947 à Simargala, dans le village de Huta Namora (district de Silaen, département de Toba Samosir, dans la province de Sumatra du Nord). Il est le premier d'une fratrie de cinq. Marié, il a quatre enfants.
Il déménage à Bandung (Java occidental) pour son entrée au lycée. C'est là qu'il devient en 1966 l'un des fondateurs de l'Union indonésienne d'action étudiante (en) (KAPI) un groupe militant contre le président Sukarno et contre son allié, le Parti communiste indonésien. Ce groupe, soutenu par les Forces armées indonésiennes, organise des manifestations dans un contexte politique tendu par la prise de pouvoir progressive de Suharto et les massacres anti-communistes.
En 1967, Luhut Binsar Pandjaitan poursuit ses études à l'Académie des forces armées indonésiennes. Trois ans plus tard, il reçoit le prix Adhi Makayasa, remis chaque année à son meilleur diplômé. Il suit alors des cours d'infanterie, de commando et d’assaut aérien, avant de poursuivre son cursus à l'École d'état-major et de commandement de l'armée de terre (en) (Seskoad), puis à l'École d'état-major et de commandement des forces armées indonésiennes (id) (Sesko TNI).
En 1988, il obtient une maîtrise en administration publique à l'université George-Washington (Washington DC). Un an plus tard, il est diplômé de la National Defense University, dans la même ville.
Il gravit alors les échelons de la hiérarchie militaire, devient colonel d'infanterie en 1990, puis général en 2000. Au cours de sa carrière militaire, il occupe divers postes importants : commandant du groupe 3 des forces spéciales Kopassus, commandant de l'armement d'infanterie (Pussenif), commandant de l'éducation et de l'entrainement militaires (Kodiklat). Dans le milieu militaire, Luhut Binsar Pandjaitan est connu pour être le fondateur et le premier commandant du détachement 81 des Kopassus, aujourd'hui Sat-81 / Gultor.

## Débuts en politique
En 1999, le président Habibie le nomme ambassadeur de la république d'Indonésie à Singapour. Au cours de son mandat, les relations entre les deux pays, tendues jusqu'alors, se normalisent[réf. nécessaire].
Lors de la présidence d'Abdurrahman Wahid, il est nommé ministre du Commerce et de l'Industrie.

## Parcours dans les affaires
En 2004, il entreprend des activités dans le secteur de l'énergie et des mines en créant le groupe Toba Sejahtra. Celui-ci est aujourd'hui actif dans le secteur de l'extraction du charbon, les secteurs du pétrole et du gaz, l'agriculture et l'électricité.
La filiale Toba Bara Sejahtera Tbk (Toba Bara) est l’un des principaux producteurs de charbon thermique en Indonésie. Elle opère sur trois concessions dans une mine de charbon de la province de Kalimantan oriental à Bornéo. La superficie totale concédée à Toba Bara est d'environ 6 000 hectares, avec une ressource totale estimée à 236 millions de tonnes de charbon. Une coalition d'ONG a rédigé un rapport montrant que certaines compagnies minières de la région liées à Luhut Binsar Pandjaitan auraient abandonné des sites miniers sans les combler comme l'exige la loi, et que ces sites sont devenus des lacs d'eaux fortement polluées aux métaux lourds. Une trentaine de personnes seraient mortes sur ces sites abandonnés. La mainmise de l'élite politique indonésienne sur les mines de charbon et leur impact sur l'environnement a fait l'objet d'un film documentaire sorti en 2019, Sexy Killers (en), qui mentionne le ministre Luhut Binsar Pandjaitan.
Le groupe a développé plusieurs autres filiales, incluant Indomining en 2007, Adimitra Baratama Nusantara (ABN) en 2008, et Trisensa Mineral Utama (TMU) en 2011.
Toba Bara est côté à la cote de la bourse indonésienne (IDX) sous le nom TOBA.
Toba Sejahtera dispose aussi de filiales dans les secteurs du pétrole et du gaz, Kutai Energi, Energi Mineral Langgeng et Fairfield Indonesia, ainsi que dans le secteur de l’électricité, avec Pusaka Jaya Palu Power et Kartenegara Energy Perkasa.
Dans le secteur des plantations, elle compte deux filailes : Trisena Agro Lestari Sejahtra et Adimitra. Quant au secteur industriel, ses filiales sont Smartias Indo Gemilang, Rakabu Sejahtra et Kabil Citranusa.
Luhut Binsar Pandjaitan crée en 2001 la fondation Simargala, devenue depuis la fondation Del, qu'il préside. Celle-ci a notamment créé un collège technologique pour élèves défavorisés, un lycée bilingue pour élèves surdoués, un jardin d'enfants et une école primaire. En outre, cette fondation attribue des bourses et finance le développement et la construction d'infrastructures scolaires. Pandjaitan est également le fondateur de la fondation Luhur Bakti Pertiwi, dont le but est d'encourager les jeunes talents indonésiens. En 2011, il reçoit le prix de l'entrepreneur de l'année d'Ernst & Young, cabinet britannique d'audit financier et de conseil, dans la catégorie Développement social.

## Retour en politique
Le 31 décembre 2014, le président Joko Widodo le nomme secrétaire de la Présidence (en) puis ministre coordinateur des Affaires politiques, juridiques et sécuritaires et enfin ministre coordinateur des Affaires maritimes et de l'Investissement au sein du Cabinet de Travail pendant son premier quinquennat.
Il conserve ce dernier ministère de coordination dans le Cabinet Indonésie En avant, après la réélection de Joko Widodo en 2019.
En octobre 2021, son nom est cité dans les Pandora Papers.